# دمبرگ

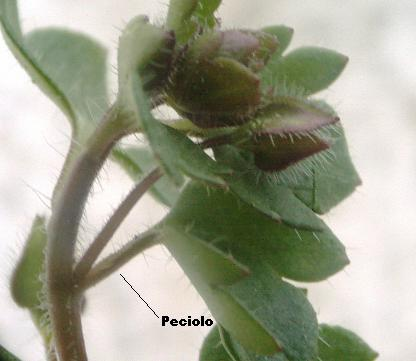
دمبرگ

دُمبَرگ بخشی از ساختار برگ درختان است. دمبرگ میلهٔ کوتاهی است که پهنک را در محل گره به ساقه متصل می‌کند. قسمت عمدهٔ دمبرگ را بافت‌های چوبی و آبکشی تشکیل می‌دهند. دمبرگ معمولاً به لبه پایه پهنک متصل است ولی در بعضی از گیاهان مانند لادن و کرچک به سطح زیرین برگ اتصال دارد. اینگونه برگ‌ها را سپر می‌گویند. برگ‌های فاقد دمبرگ را که پهنک آنها مستقیماً به ساقه متصل است بی‌دمبرگ یا چسبنده می‌نامند.
قاعده برگ گاهی به صورت نیام (غلاف) گسترش می‌یابد و ممکن است دارای ضایعاتی به نام گوشوارک و زبانک باشد.